# 茶店镇 (成都市)
茶店镇，是中华人民共和国四川省成都市龍泉驛區曾经下辖的一个镇。2019年12月，撤销茶店镇，将原茶店镇所属行政区域划归山泉镇管辖。

## 行政区划
茶店镇撤销前下辖以下地区：
茶店场镇社区、白果村、石经村、龙泉湖村、长丰村、胜利村、民主村、前锋村和照壁村。